# Dahlia (canção)
"Dahlia" é o décimo segundo single do grupo musical japonês X Japan, lançado em 26 de fevereiro de 1996. Como lado-b, o single trazia uma versão ao vivo da canção "Tears" gravada no dia 30 de dezembro de 1993. A mesma gravação apareceria mais tarde no álbum Live Live Live Tokyo Dome 1993-1996. Alcançou a primeira posição na Oricon Singles Chart e permaneceu na parada por 8 semanas.

## Faixas
Todas as faixas escritas e compostas por Yoshiki.
| N.º | Título                                  | Duração |  |
| 1.  | "Dahlia"                                | 7:59    |  |
| 2.  | "Tears (ao vivo no Tokyo Dome em 1993)" | 8:00    |  |